# Kláštorisko

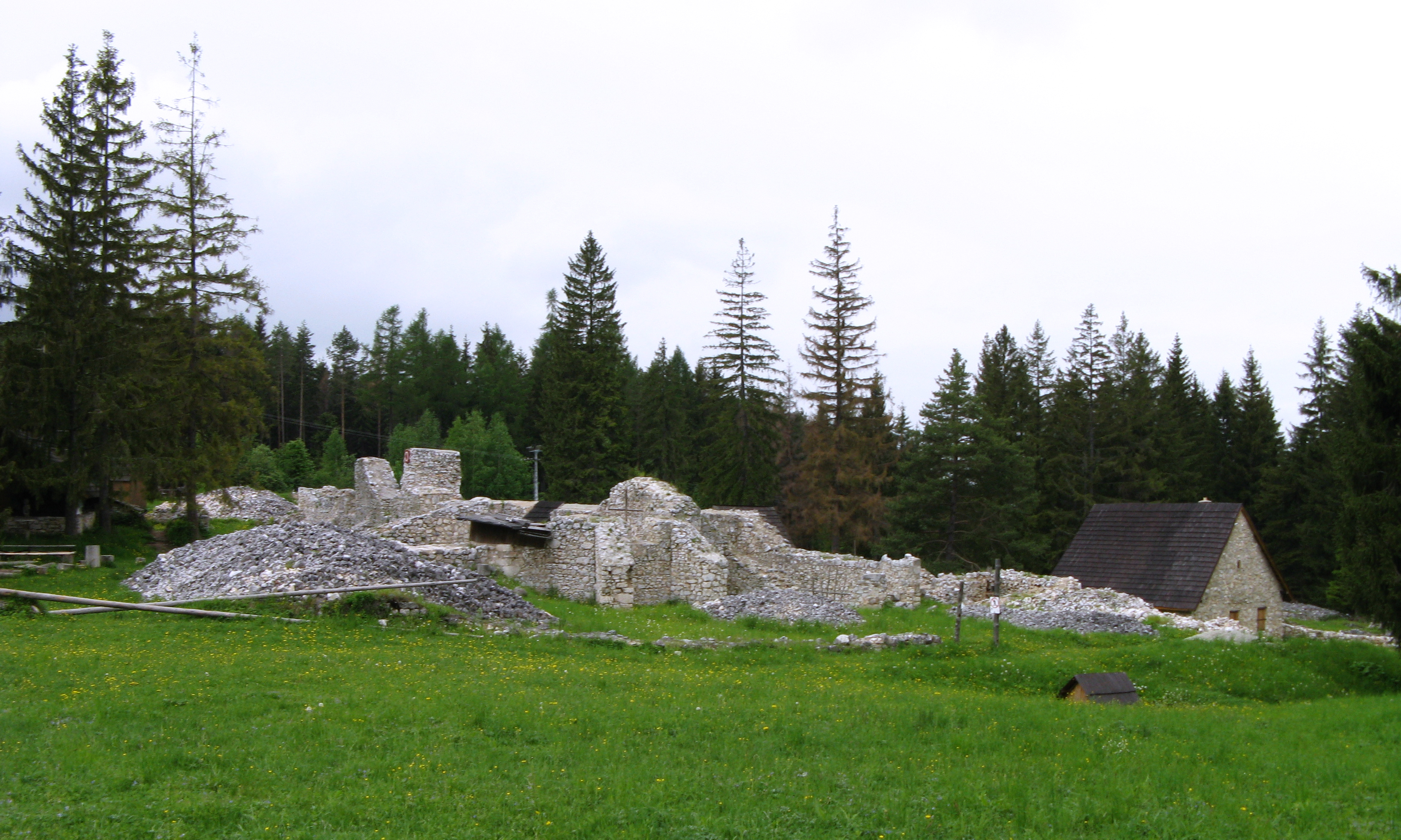
Ruiny klasztoru kartuzów

Kláštorisko (pol. Klasztorzysko, 744 m n.p.m.) – rozległa polana w centrum Słowackiego Raju, na której skupia się obsługa ruchu turystycznego w tym obszarze (jest to jedyny ośrodek turystyczny w Słowackim Raju). Na polanie znajdują się ruiny klasztoru kartuzów z początku  XIV stulecia.

## Historia klasztoru
Na terenie płaskowyżu ludzie przebywali już w epoce brązu i okresie kultury łużyckiej. W czasach wczesnego osadnictwa słowiańskiego wystawiono tu jakieś umocnienia strażnicze, mające chronić okoliczne drogi. Drewniano-ziemny gródek musiał być dość znaczny, bowiem przechowała się jego nazwa jako castrum Lethon (zamek letański, zamek Letanowski). W czasie najazdu mongolskiego w 1241 na polanie schroniła się spora grupa mieszkańców Spisza. Najeźdźcy albo nie natrafili na owo schronienie albo też nie zdecydowali się zapuszczać w nieprzyjazne dla koni górskie wąwozy. W każdym razie zgromadzeni tu uciekinierzy przeżyli najazd, a okolicę przyjęto później nazywać (co znalazło potwierdzenie w dokumentach) "Skałą Schronienia" (łac. Lapis Refugii).
Po wycofaniu się Mongołów, na fali ogólnowęgierskiej akcji budowy nowych, kamiennych już zamków, rozbudowywano w jakiś sposób także i umocnienia Klasztorzyska. Na spustoszony w znacznym stopniu obszar Spisza trafiła druga fala kolonistów niemieckich. Istniejące od 1209 Bractwo 24 parafii niemieckich przekształciło się w Związek 24 Miast Spiskich, z wybieranym w wolnych wyborach grafem. To do niego zwrócił się w 1299 r. pleban z Żakowiec imieniem Marcin z pomysłem upamiętnienia „Skały Schronienia” przez wzniesienie tam klasztoru. Pomysł uzyskał akceptację. W dokumencie dziekana kapituły spiskiej, Jakuba, z 1299 r., wystawionym w katedrze św. Marcina, określono, że w celu utworzenia klasztoru pod wezwaniem Bogurodzicy, św. Jana Chrzciciela i św. Małgorzaty darowuje się zakonowi kartuzów teren, ograniczony rzekami Hornad i Biała oraz murami od zachodu. W następnym roku kartuzi rozpoczęli budowę klasztoru. Pracami kierował brat rektor Andrzej z pomocnikiem, obaj pochodzący z macierzystego klasztoru kartuzów w Žiče w Słowenii. Pierwsi mnisi osiedli w klasztorze w 1307 r. Kierował nimi pierwszy przeor Klasztorzyska – ojciec Konrad.
Kartuzi cierpieli początkowo niedostatek w tym tak bardzo oddalonym od ludzkich osiedli miejscu. Ich byt polepszył się na przełomie XIV i XV w., kiedy zyskali mecenasów spośród szlachty z przyległych ziem. Ich zbożny żywot trwał aż do 1433 r., kiedy to na Spisz wtargnęli husyci, którzy obrabowali i podpalili kartuzję. Mnisi przenieśli się wtedy do Lewoczy, gdzie wybudowali w centrum własny dom. Jednak miejskie warunki nie odpowiadały ich trybowi życia i w 1450 r. powrócili na Skałę, gdzie podjęli odbudowę klasztoru. Ten po odnowieniu znów został ograbiony w 1454 r. przez bratrzyków, którzy usadowili się po drugiej stronie Hornadu, w gródku na pobliskiej Zielonej Górze (słow. Zelená hora).
W roku 1543 klasztor padł ofiarą najazdu głośnego raubrittera, Macieja Bašo z zamku Murań, który chciał ulokować tu swe rozbójnicze gniazdo. W tej sytuacji, na prośbę okolicznej szlachty, która obawiała się, by zabudowania klasztorne nie stały się kolejną siedzibą rycerzy-rozbójników, władze kościelne ze Spiskiej Kapituły postanowiły klasztor zburzyć. Dokonano tego na początku lipca 1543 r., a 19 lipca tegoż roku zakonnicy przenieśli się do Czerwonego Klasztoru nad Dunajcem, gdzie od 1319 r. również mieli swoją siedzibę. Z pozostawionych resztek zabudowań niewiele do dzisiaj pozostało. W ruinach klasztoru prowadzone są badania archeologiczne; planuje się również jego odbudowę.

## Znaczenie turystyczne
Początki turystyki na Klasztorzysku przypadają na ostatnią dekadę XIX w. 17 czerwca 1893 r. dotarła tu pierwsza udokumentowana wycieczka zbiorowa Węgierskiego Towarzystwa Karpackiego ze Spiskiej Nowej Wsi. W 1898 r. wytrasowano i wyznakowano dojście na Klasztorzysko od ujścia Białego Potoku (czyli Doliny Białej Tomaszowskiej) do Hornadu grzbietem przez Čertovą Sihoť. Już przed 1914 r. powstał na Klasztorzysku pierwszy mały, niezagospodarowany schron turystyczny, który jednak zniszczał podczas pierwszej wojny światowej.
W 1922 r. oddział Karpathenvereinu ze Spiskiej Nowej Wsi wybudował pierwsze, dość prymitywne jeszcze schronisko na Klasztorzysku, nazwane następnie schroniskiem Béli Hajtsa. W krótkim czasie Klasztorzysko stało się głównym ośrodkiem ruchu turystycznego w Słowackim Raju. 16 maja 1926 r. przy udziale delegacji turystów z całej Czechosłowacji i wielu mieszkańców okolicznych miejscowości położony został na Klasztorzysku kamień węgielny pod nowe schronisko górskie KČST, które zostało oddane do użytku pod koniec 1929 r. Podczas słowackiego powstania narodowego przebywał w nim oddział z partyzanckiej brygady „Klement Gottwald”. 14 października 1944 r., ostrzelane przez hitlerowców, schronisko spłonęło. Odbudowano je po wojnie. Dzisiaj znajduje się tam także dyżurka ratowników Horskej záchrannej služby –  słowackiej górskiej służby ratowniczej oraz węzeł szlaków turystycznych. Dla potrzeb turystów wybudowano kilkanaście domków letniskowych (Chatová osada).
Na polanie Kláštorisko znajduje się także Symboliczny Cmentarz w Słowackim Raju. Obok ruin kaplicy stoi niewielki pomnik, upamiętniający katastrofę helikoptera ratowniczego z 2015 roku w kanionie Hornadu, w której zginęło dwóch pilotów i dwóch ratowników górskich.
Na polanie swój początek ma potok i wąwóz Kláštorská roklina, który uchodzi do Hornadu.

## Galeria

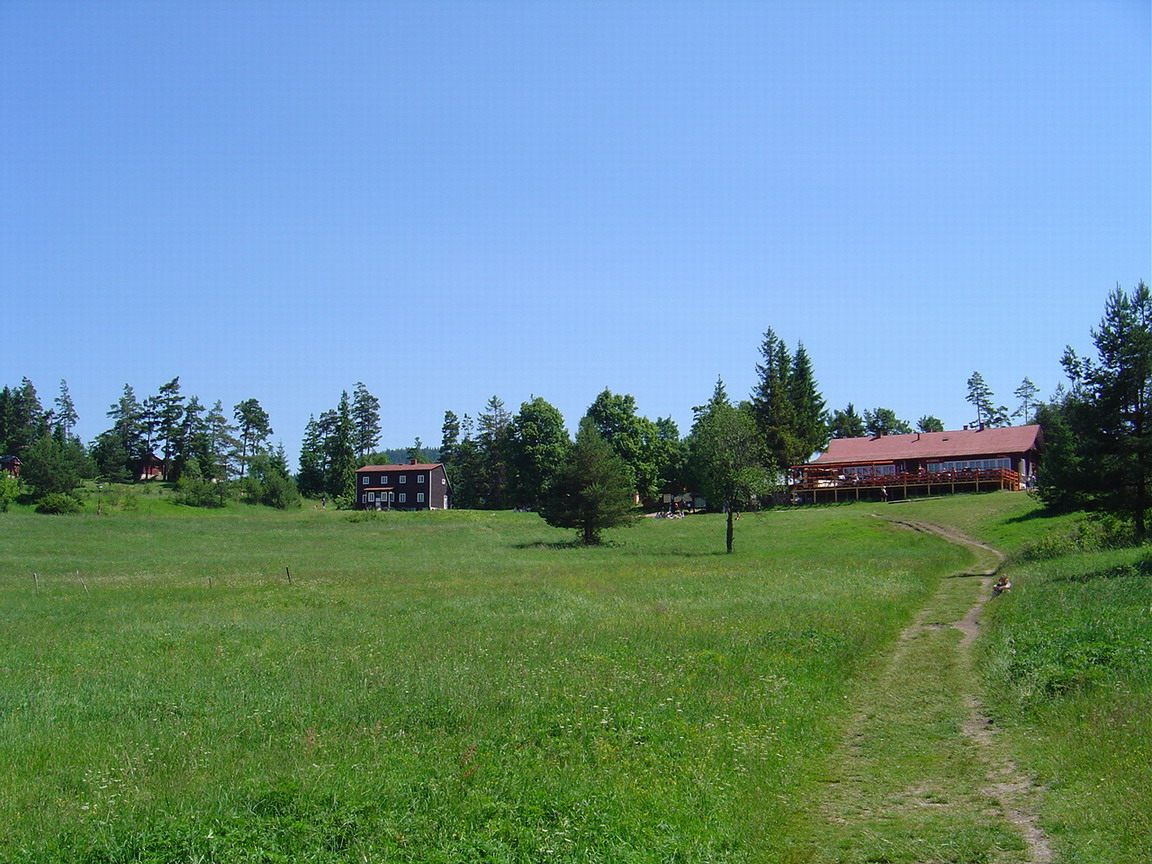
Kláštorisko – po prawej schronisko
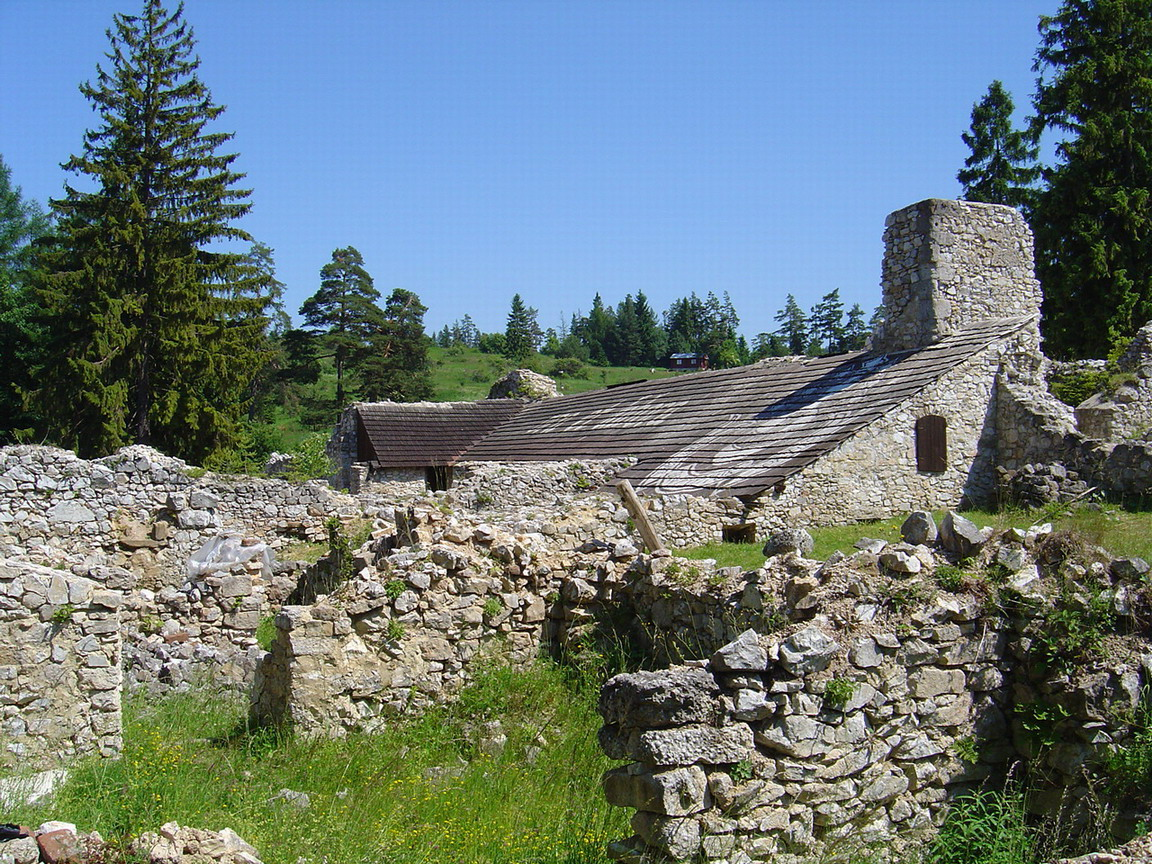
Ruiny klasztoru
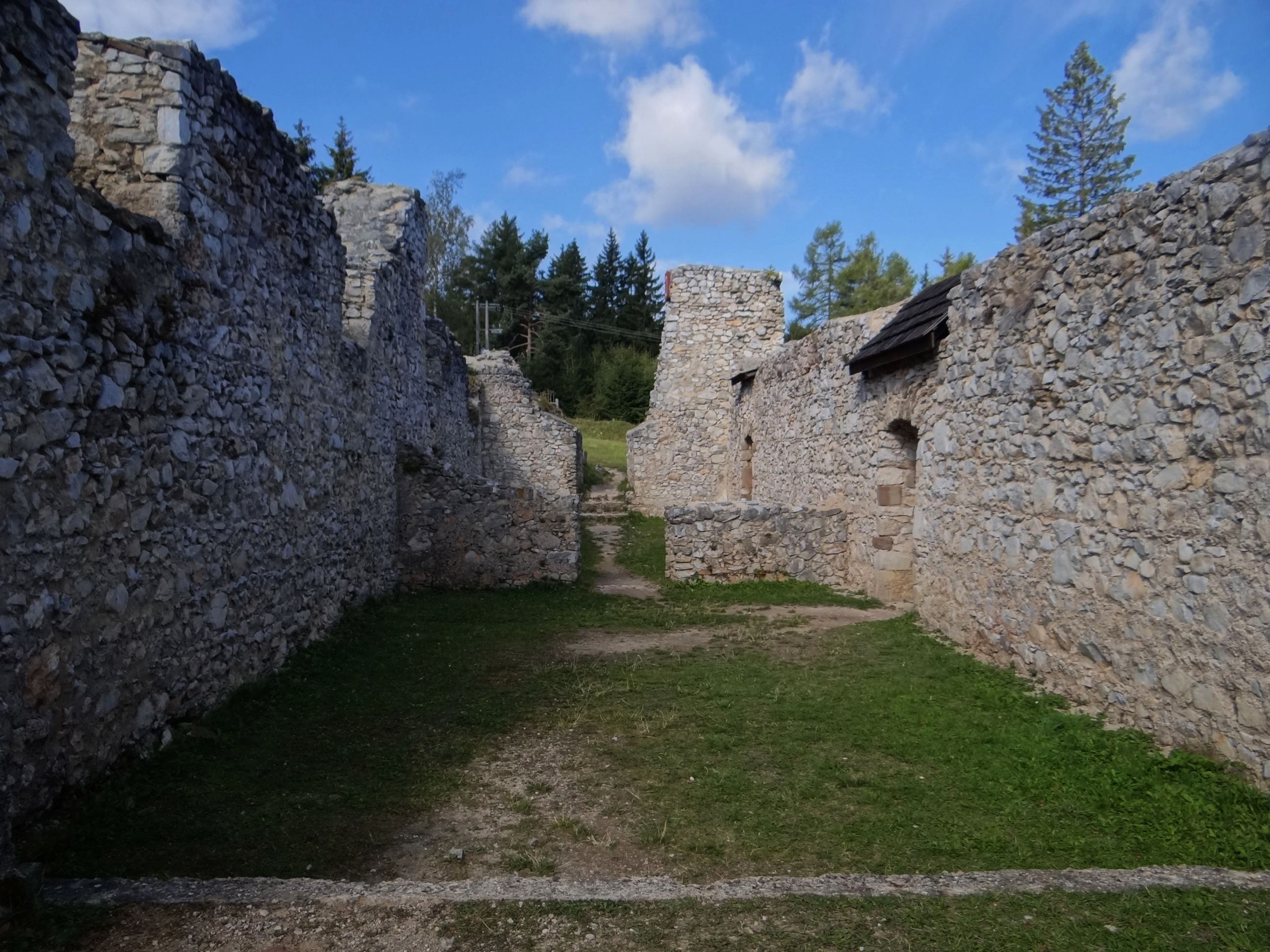
Ruiny klasztoru
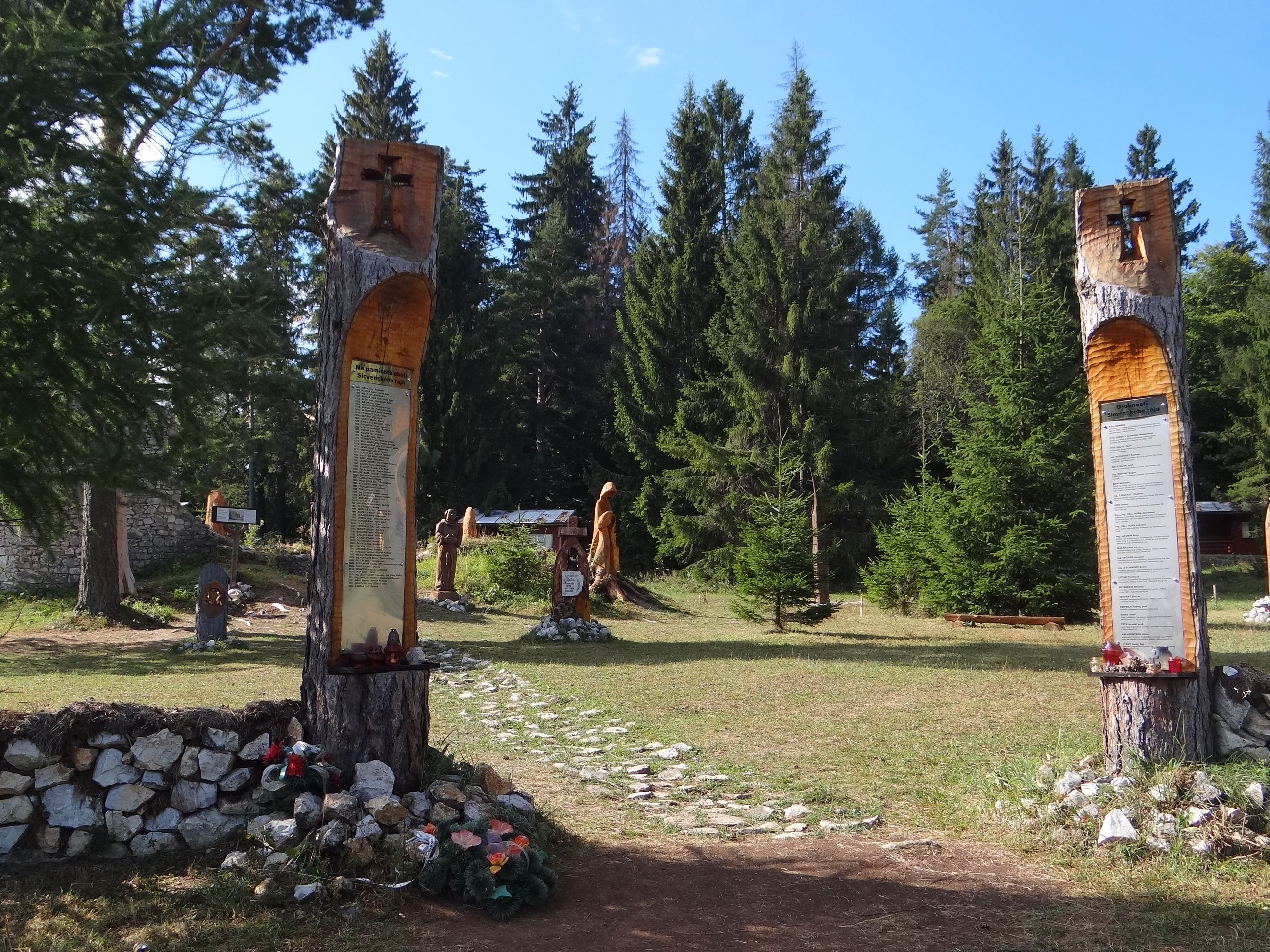
Symboliczny cmentarz na polanie
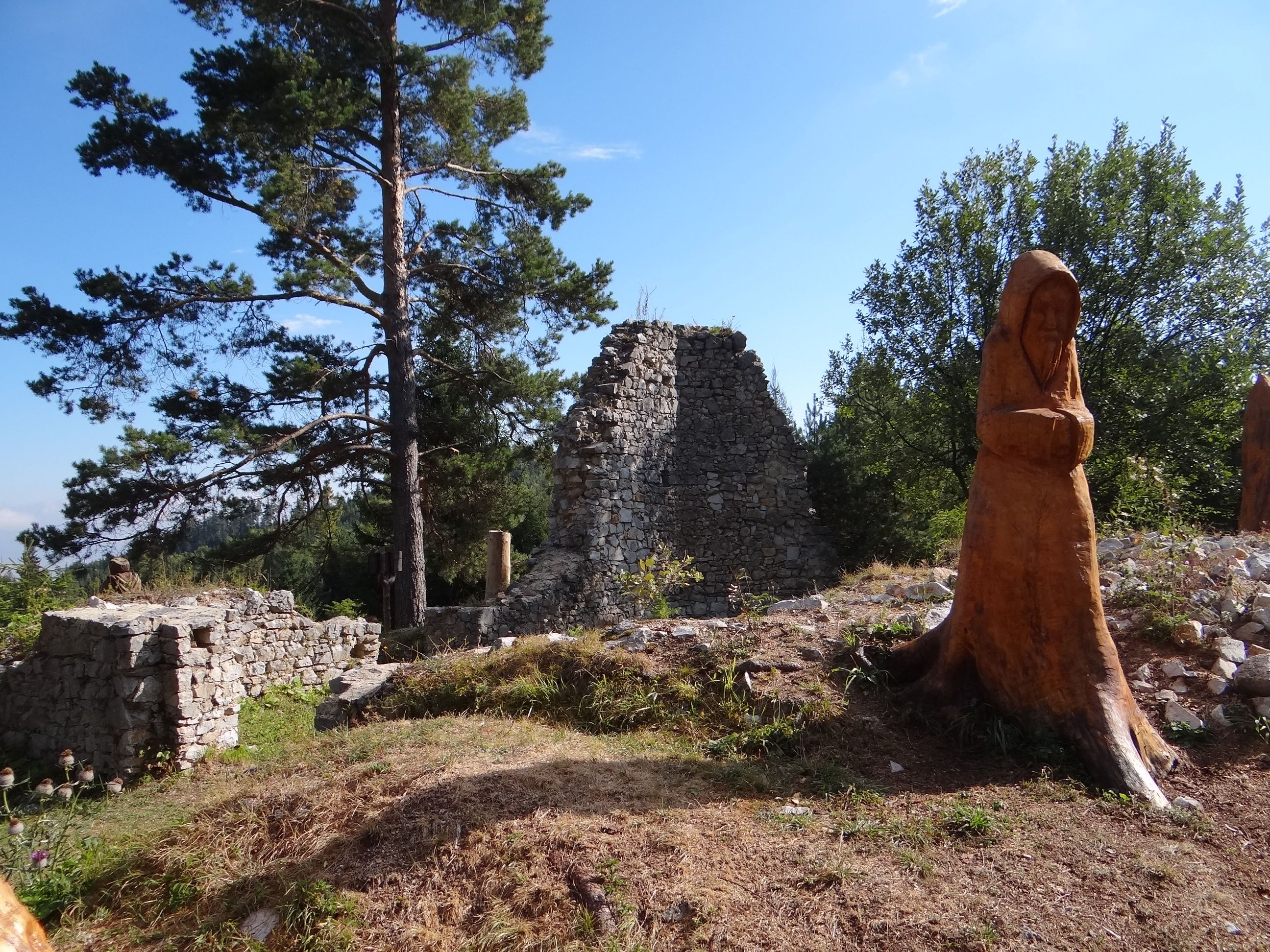
Ruiny dawnej kaplicy na polanie
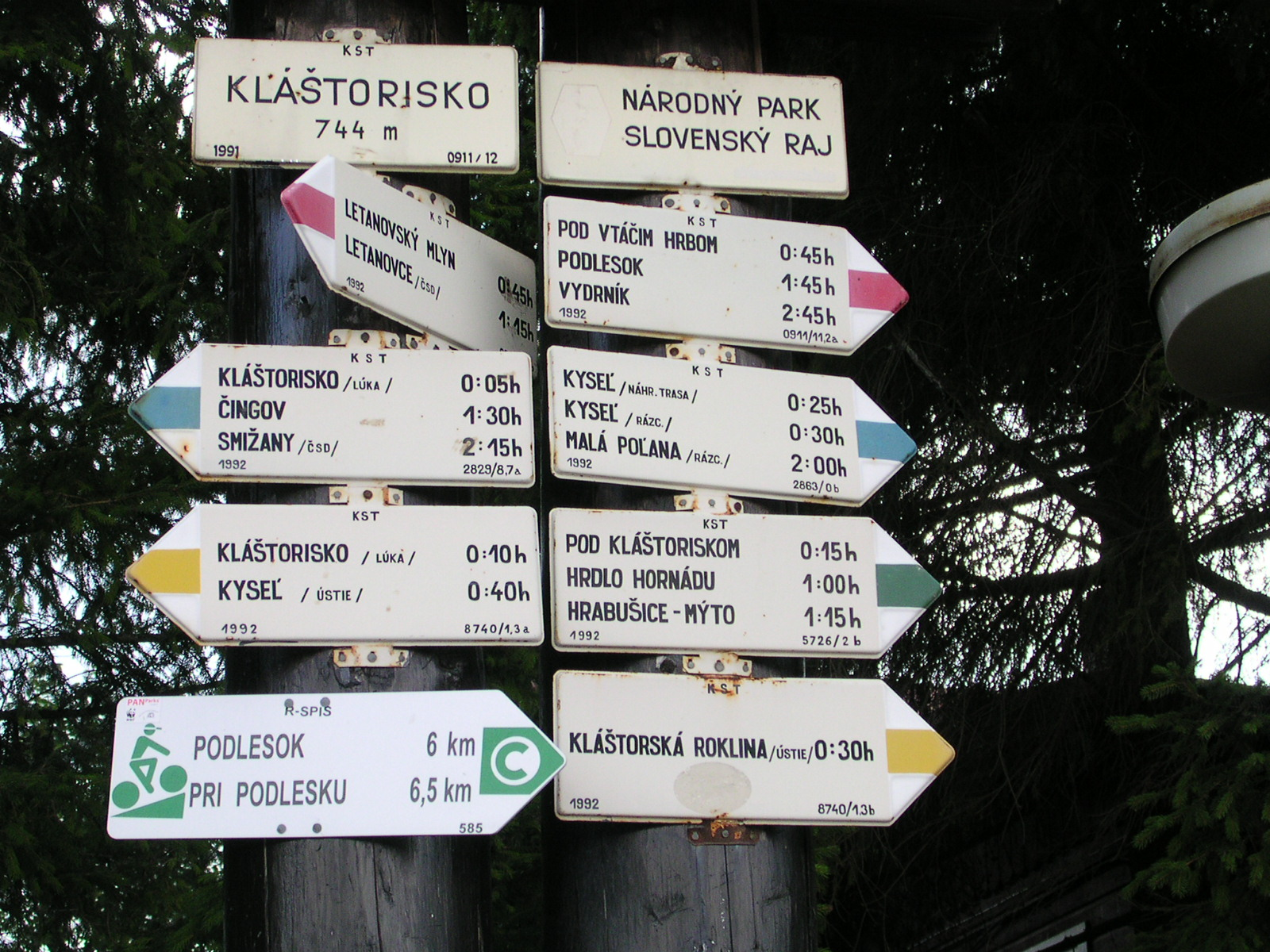
Węzeł szlaków turystycznych